# إنتاج البريد الإلكتروني
يستخدم المصطلح «إنتاج البريد الإلكتروني» في الدعاية والتسويق من أجل الإشارة إلى فن وعلوم بناء رسائل بريد HTML الإلكترونية من صور النماذج «الإبداعية» بالحجم الطبيعي التي يتم عملها من خلال مصممي الويب.
وبشكل ما، فإن إنتاج البريد الإلكتروني يمكن أن يبدو للعيان على أنه مهمة بسيطة؛ مهمة تبدأ بصورة للإعلان الذي سيتم إرساله عبر البريد الإلكتروني، غالبًا بتنسيق JPEG أو GIF أو PSD، ثم تحويلها إلى وسيطة أخرى (HTML). كما يمكن أن يبدو أن هذا التحويل يمكن أن يتداخل مع عملية تصميم الويب ذاتها، حيث تكون رسالة البريد الإلكتروني الخاصة بالإعلان في الأساس عبارة عن تطبيق HTML صغير مكون من صفحة واحدة.
ومع ذلك، تكون الوسيطة التي يتم عمل هذه الصفحة من خلالها مختلفة اختلافًا كبيرًا عن نماذج المستعرضات القياسية بعدة طرق هامة، وكل طريقة من تلك الطرق تميز إنتاج البريد الإلكتروني عن الترميز القياسي لصفحات الويب. في البداية، فإن مكافئ البريد الإلكتروني لـ مشكلة تنوع المستعرضات يكون أكبر بكثير في النطاق، وذلك عندما نفكر في تنوع عملاء عرض البريد الإلكتروني فيما يتعلق بالاستخدامات العامة. وتشتمل قائمة مختصرة للغاية من أشهر برامج العملاء على Outlook 2003 وOutlook 2007 وOutlook Express وMac Mail وLotus Notes وEudora، بالإضافة إلى برامج العملاء المعتمدة على الويب مثل GMail أو Hotmail أو Yahoo. ويزيد تعقد هذا المشهد بسبب نقص كيان معترف به مثل اتحاد الويب العالمي (W3C) لتحديد معايير العرض. وهناك محاولات تجري على قدم وساق حاليًا، مثل مشروع معايير البريد الإلكتروني، إلا أن هذه الجهود تعيقها الدوافع المتنافسة في ضوء مشكلة رسائل البريد الإلكتروني غير المرغوب فيها.

ثانيًا، في حين أن المعلنين الشرعيين يجتهدون أكثر وأكثر لتميز رسالتهم بحيث لا تصبح رسالة بريد إلكتروني غير مرغوب فيها، أصبح من الضروري للغاية بشكل أكثر من ذي قبل أن يكون مهندس إنتاج البريد الإلكتروني على دراية بأحد المتطلبات فيما يتعلق بمكافحة رسائل البريد الإلكتروني غير المرغوب فيها. وتشتمل هذه الدراية، ليس فقط على فهم قانون CAN-SPAM لعام 2003 ومتطلباته، ولكنها تشتمل كذلك على فهم كيفية عمل الإعلانات بطريقة لا تجعل الرسالة تقع تحت طائلة قوانين البريد الإلكتروني غير المرغوب فيه.
ثالثًا، إن الخطى الحثيثة التي يسير بها تطور برامج عملاء البريد الإلكتروني تتطلب عينًا أكثر دراية بالتفاصيل فيما يتعلق بإنتاج البريد الإلكتروني وأكثر مما هو مطلوب في الويب. فظهور برامج عملاء البريد الإلكتروني القائمة على الهاتف مؤخرًا، مثل BlackBerry أو iPhone، بل والظهور المتميز لها في آخر الأيام، يطرح المزيد من التحديات في هذا المجال. فهذا الموقف، بالإضافة إلى نقص المعايير المذكورة أعلاه، يتطلب بما لا يدع مجالاً للشك أن يكون مهندس إنتاج البريد الإلكتروني على دراية بمفهوم التدهور الأنيق، حيث أنه في الكثير من الحالات يجب أن نتوقع أن يفشل العرض المستهدف للمنتج المقصود ولو على الأقل بشكل جزئي. وسوف يلاحظ القارئ أن ذلك يتطلب فلسفة تصميم مختلفة للغاية عن ترميز صفحات الويب، حيث يكون فيها تحقيق هدف الترميز المطلق، وهو ضمان التوافق بنسبة 100% مع كل وسائط العرض، أمرًا سهل المنال بشكل فعلي.
وفي النهاية، نتيجة لهذه الفروق، فإن أفضل الممارسات المتعلقة بإنتاج البريد الإلكتروني تختلف تمامًا عن تلك المقترنة بترميز صفحات الويب. على سبيل المثال، فإن تصميم الويب بدون جداول، والذي يستمر ليكون المعيار الذي تفضله تطبيقات الإنترنت لأغراض إنتاج البريد الإلكتروني، يعتمد بشكل يائس على معايير اتحاد الويب العالمي التي نادرًا ما يتم الالتزام بها من خلال معظم برامج عملاء البريد الإلكتروني الشائعة اليوم. وبالتالي، وفي الواقع العملي، يعد استخدام الجداول مطلبًا أساسيًا لكي تعمل تقنيات إنتاج البريد الإلكتروني بشكل صحيح، لضمان امتلاك بعض القدرات على السيطرة أثناء عرض رسائل البريد الإلكتروني للمتلقين.